# 1. Fußball-Club Köln 01/07 2015-2016
Questa voce raccoglie le informazioni riguardanti l'1. Fußball-Club Köln 01/07 nelle competizioni ufficiali della stagione 2015-2016.

## Stagione
Nella stagione 2015-2016 il Colonia, allenato da Peter Stöger, concluse il campionato di Bundesliga al 9º posto. In coppa di Germania il Colonia fu eliminato al secondo turno dal Werder Brema.

## Rosa
| N. |                      | Ruolo | Calciatore        |
| -- | -------------------- | ----- | ----------------- |
| 1  | Germania (bandiera)  | P     | Timo Horn         |
| 3  | Germania (bandiera)  | D     | Dominique Heintz  |
| 4  | Danimarca (bandiera) | D     | Frederik Sørensen |
| 5  | Slovenia (bandiera)  | D     | Dominic Maroh     |
| 6  | Germania (bandiera)  | C     | Kevin Vogt        |
| 7  | Germania (bandiera)  | C     | Marcel Risse      |
| 8  | Serbia (bandiera)    | C     | Miloš Jojić       |
| 11 | Germania (bandiera)  | A     | Simon Zoller      |
| 13 | Giappone (bandiera)  | A     | Yūya Ōsako        |
| 14 | Germania (bandiera)  | C     | Jonas Hector      |
| 15 | Austria (bandiera)   | A     | Philipp Hosiner   |

| N. |                       | Ruolo | Calciatore           |
| -- | --------------------- | ----- | -------------------- |
| 16 | Polonia (bandiera)    | D     | Paweł Olkowski       |
| 18 | Germania (bandiera)   | P     | Thomas Kessler       |
| 19 | Albania (bandiera)    | D     | Mërgim Mavraj        |
| 21 | Germania (bandiera)   | C     | Leonardo Bittencourt |
| 24 | Germania (bandiera)   | C     | Lukas Klünter        |
| 25 | Serbia (bandiera)     | D     | Filip Mladenović     |
| 27 | Francia (bandiera)    | A     | Anthony Modeste      |
| 29 | Slovacchia (bandiera) | C     | Dušan Švento         |
| 31 | Germania (bandiera)   | C     | Yannick Gerhardt     |
| 33 | Germania (bandiera)   | C     | Matthias Lehmann     |
| 37 | Germania (bandiera)   | P     | Daniel Mesenhöler    |

- Peter Stöger - Allenatore
- Manfred Schmid - Vice Allenatore
- Markus Daun - Allenatore Primavera
- Herbert Zimmermann - Capo osservatori
- Alexander Bade - Preparatore dei portieri
- Yann-Benjamin Kugel - Preparatore atletico
- Tobias Kaufmann - Direttore Area Medica
- Klaus Maierstein - Massaggiatore
- Michael Schuhmacher - Fisioterapista

## Risultati

### Bundesliga

#### Girone di andata
| Arbitro: | Stark |

|                   |           |                                         |
| Didavi 79’ (rig.) | Marcatori | 75’ (rig.) Modeste 77’ Zoller 90’ Ōsako |

| Arbitro: | Kircher |

|            |           |              |
| Zoller 30’ | Marcatori | 83’ Bendtner |

| Arbitro: | Aytekin |

|                                |           |            |
| Hosiner 76’ Modeste 81’ (rig.) | Marcatori | 47’ Holtby |

| Arbitro: | Fritz |

|                                                      |           |                        |
| Meier 4’, 23’, 87’ Castaignos 15’, 30’ Seferović 73’ | Marcatori | 28’ Modeste 81’ Heintz |

| Arbitro: | Brych |

|             |           |  |
| Modeste 64’ | Marcatori |  |

| Arbitro: | Meyer |

|                   |           |  |
| Ibišević 43’, 90’ | Marcatori |  |

| Arbitro: | Dingert |

|             |           |           |
| Modeste 10’ | Marcatori | 21’ Matip |

| Arbitro: | Kircher |

|  |           |                                     |
|  | Marcatori | 45’ Modeste 79’ Gerhardt 84’ Zoller |

| Arbitro: | Dankert |

|  |           |               |
|  | Marcatori | 38’ Andreasen |

| Arbitro: | Meyer |

|                                                        |           |  |
| Robben 35’ Vidal 40’ Lewandowski 62’ Müller 77’ (rig.) | Marcatori |  |

| Colonia 31 ottobre 2015, ore 15:30 CET 11ª giornata | Colonia | 0 – 0 referto | Hoffenheim | RheinEnergieStadion (48 000 spett.)\| Arbitro: \| Perl \| |
| Arbitro:                                            | Perl    |               |            |                                                           |

| Arbitro: | Zwayer |

|               |           |                |
| Hernández 33’ | Marcatori | 17’, 72’ Maroh |

| Colonia 21 novembre 2015, ore 15:30 CET 13ª giornata | Colonia | 0 – 0 referto | Magonza | RheinEnergieStadion (46 700 spett.)\| Arbitro: \| Stark \| |
| Arbitro:                                             | Stark   |               |         |                                                            |

| Darmstadt 27 novembre 2015, ore 20:30 CET 14ª giornata | Darmstadt | 0 – 0 referto | Colonia | Merck-Stadion am Böllenfalltor (17 000 spett.)\| Arbitro: \| Aytekin \| |
| Arbitro:                                               | Aytekin   |               |         |                                                                         |

| Arbitro: | Siebert |

|  |           |               |
|  | Marcatori | 64’ Bobadilla |

| Arbitro: | Winkmann |

|                |           |            |
| Vestergaard 4’ | Marcatori | 79’ Švento |

| Arbitro: | Kircher |

|                        |           |                      |
| Zoller 82’ Modeste 90’ | Marcatori | 18’ Papastathopoulos |

#### Girone di ritorno
| Arbitro: | Gräfe |

|                    |           |                                   |
| Modeste 19’ (rig.) | Marcatori | 36’ Didavi 51’ Werner 83’ Gentner |

| Arbitro: | Stark |

|             |           |             |
| Draxler 67’ | Marcatori | 75’ Modeste |

| Arbitro: | Brych |

|            |           |            |
| Müller 47’ | Marcatori | 41’ Zoller |

| Arbitro: | Zwayer |

|                                     |           |           |
| Gerhardt 29’ Heintz 57’ Modeste 72’ | Marcatori | 24’ Meier |

| Arbitro: | Kircher |

|           |           |  |
| Dahoud 9’ | Marcatori |  |

| Arbitro: | Stieler |

|  |           |              |
|  | Marcatori | 43’ Ibišević |

| Arbitro: | Meyer |

|                |           |             |
| Hinterseer 35’ | Marcatori | 72’ Modeste |

| Arbitro: | Stark |

|                 |           |                                            |
| Bittencourt 33’ | Marcatori | 2’ (rig.) Huntelaar 23’ Meyer 76’ Di Santo |

| Arbitro: | Sippel |

|  |           |                      |
|  | Marcatori | 43’, 61’ Bittencourt |

| Arbitro: | Welz |

|  |           |                 |
|  | Marcatori | 10’ Lewandowski |

| Arbitro: | Aytekin |

|             |           |            |
| Volland 90’ | Marcatori | 69’ Zoller |

| Arbitro: | Gräfe |

|  |           |                          |
|  | Marcatori | 39’ Brandt 44’ Hernández |

| Arbitro: | Sippel |

|                        |           |                                 |
| Córdoba 8’ Balogun 49’ | Marcatori | 64’ Risse 74’ Jojić 83’ Modeste |

| Arbitro: | Dingert |

|                                |           |             |
| Modeste 4’, 35’ Risse 52’, 75’ | Marcatori | 12’ Gondorf |

| Augusta 29 aprile 2016, ore 20:30 CEST 32ª giornata | Augusta | 0 – 0 referto | Colonia | WWK Arena (30 144 spett.)\| Arbitro: \| Welz \| |
| Arbitro:                                            | Welz    |               |         |                                                 |

| Colonia 7 maggio 2016, ore 15:30 CEST 33ª giornata | Colonia | 0 – 0 referto | Werder Brema | RheinEnergieStadion (50 000 spett.)\| Arbitro: \| Zwayer \| |
| Arbitro:                                           | Zwayer  |               |              |                                                             |

| Arbitro: | Weiner |

|                     |           |                       |
| Castro 11’ Reus 75’ | Marcatori | 27’ Modeste 43’ Jojić |

### Coppa di Germania
| Arbitro: | Dietz |

|  |           |                                        |
|  | Marcatori | 1’, 27’ (rig.), 78’ Modeste 87’ Zoller |

| Arbitro: | Brych |

|          |           |  |
| Ujah 23’ | Marcatori |  |

## Statistiche

### Statistiche di squadra
| Competizione      | Punti | In casa | In casa | In casa | In casa | In casa | In casa | In trasferta | In trasferta | In trasferta | In trasferta | In trasferta | In trasferta | Totale | Totale | Totale | Totale | Totale | Totale | DR |
| Competizione      | Punti | G       | V       | N       | P       | Gf      | Gs      | G            | V            | N            | P            | Gf           | Gs           | G      | V      | N      | P      | Gf     | Gs     | DR |
| ----------------- | ----- | ------- | ------- | ------- | ------- | ------- | ------- | ------------ | ------------ | ------------ | ------------ | ------------ | ------------ | ------ | ------ | ------ | ------ | ------ | ------ | -- |
| Bundesliga        | 43    | 17      | 5       | 5       | 7       | 16      | 18      | 17           | 5            | 8            | 4            | 22           | 24           | 34     | 10     | 13     | 11     | 38     | 42     | -4 |
| Coppa di Germania | -     | 0       | 0       | 0       | 0       | 0       | 0       | 2            | 1            | 0            | 1            | 4            | 1            | 2      | 1      | 0      | 1      | 4      | 1      | +3 |
| Totale            | -     | 17      | 5       | 5       | 7       | 16      | 18      | 19           | 6            | 8            | 5            | 26           | 25           | 36     | 11     | 13     | 12     | 42     | 43     | -1 |

### Andamento in campionato
| Giornata  | 1 | 2 | 3 | 4 | 5 | 6 | 7 | 8 | 9 | 10 | 11 | 12 | 13 | 14 | 15 | 16 | 17 | 18 | 19 | 20 | 21 | 22 | 23 | 24 | 25 | 26 | 27 | 28 | 29 | 30 | 31 | 32 | 33 | 34 |
| --------- | - | - | - | - | - | - | - | - | - | -- | -- | -- | -- | -- | -- | -- | -- | -- | -- | -- | -- | -- | -- | -- | -- | -- | -- | -- | -- | -- | -- | -- | -- | -- |
| Luogo     | T | C | C | T | C | T | C | T | C | T  | C  | T  | C  | T  | C  | T  | C  | C  | T  | T  | C  | T  | C  | T  | C  | T  | C  | T  | C  | T  | C  | T  | C  | T  |
| Risultato | V | N | V | P | V | P | N | V | P | P  | N  | V  | N  | N  | P  | N  | V  | P  | N  | N  | V  | P  | P  | N  | P  | V  | P  | N  | P  | V  | V  | N  | N  | N  |
| Posizione | 4 | 5 | 4 | 8 | 5 | 7 | 7 | 5 | 6 | 9  | 9  | 7  | 9  | 10 | 10 | 10 | 9  | 9  | 9  | 9  | 9  | 9  | 10 | 10 | 12 | 9  | 9  | 11 | 11 | 10 | 8  | 8  | 9  | 9  |

Legenda:

Luogo: C = Casa; T = Trasferta. Risultato: V = Vittoria; N = Pareggio; P = Sconfitta.

### Statistiche dei giocatori
| Giocatore      | Bundesliga | Bundesliga | Bundesliga  | Bundesliga | Coppa di Germania | Coppa di Germania | Coppa di Germania | Coppa di Germania | Totale   | Totale | Totale      | Totale     |
| Giocatore      | Presenze   | Reti       | Ammonizioni | Espulsioni | Presenze          | Reti              | Ammonizioni       | Espulsioni        | Presenze | Reti   | Ammonizioni | Espulsioni |
| -------------- | ---------- | ---------- | ----------- | ---------- | ----------------- | ----------------- | ----------------- | ----------------- | -------- | ------ | ----------- | ---------- |
| T. Horn        | 33         | 0          | 0           | 0          | 2                 | 0                 | 0                 | 0                 | 35       | 0      | 0           | 0          |
| T. Kessler     | 1          | 0          | 0           | 0          | -                 | -                 | -                 | -                 | 1        | 0      | 0           | 0          |
| D. Mesenhöler  | -          | -          | -           | -          | -                 | -                 | -                 | -                 | -        | -      | -           | -          |
| J. Hector      | 32         | 0          | 3           | 0          | 2                 | 0                 | 0                 | 0                 | 34       | 0      | 3           | 0          |
| D. Heintz      | 33         | 2          | 3           | 0          | 2                 | 0                 | 0                 | 0                 | 35       | 2      | 3           | 0          |
| L. Klünter     | 1          | 0          | 0           | 0          | -                 | -                 | -                 | -                 | 1        | 0      | 0           | 0          |
| D. Maroh       | 25         | 2          | 7           | 0          | -                 | -                 | -                 | -                 | 25       | 2      | 7           | 0          |
| M. Mavraj      | 12         | 0          | 1           | 0          | -                 | -                 | -                 | -                 | 12       | 0      | 1           | 0          |
| F. Mladenović  | 14         | 0          | 1           | 0          | -                 | -                 | -                 | -                 | 14       | 0      | 1           | 0          |
| P. Olkowski    | 19         | 0          | 1           | 0          | 1                 | 0                 | 1                 | 0                 | 20       | 0      | 2           | 0          |
| F. Sørensen    | 22         | 0          | 5           | 0          | 2                 | 0                 | 0                 | 0                 | 24       | 0      | 5           | 0          |
| L. Bittencourt | 29         | 3          | 2           | 1          | 1                 | 0                 | 0                 | 0                 | 30       | 3      | 2           | 1          |
| Y. Gerhardt    | 29         | 2          | 3           | 0          | 1                 | 0                 | 0                 | 0                 | 30       | 2      | 3           | 0          |
| M. Hartel      | 6          | 0          | 0           | 0          | -                 | -                 | -                 | -                 | 6        | 0      | 0           | 0          |
| M. Jojić       | 15         | 2          | 2           | 0          | 2                 | 0                 | 0                 | 0                 | 17       | 2      | 2           | 0          |
| M. Lehmann     | 32         | 0          | 6           | 1          | 2                 | 0                 | 0                 | 0                 | 34       | 0      | 6           | 1          |
| M. Risse       | 33         | 3          | 5           | 0          | 2                 | 0                 | 0                 | 0                 | 35       | 3      | 5           | 0          |
| D. Švento      | 7          | 1          | 0           | 0          | 1                 | 0                 | 0                 | 0                 | 8        | 1      | 0           | 0          |
| K. Vogt        | 23         | 0          | 4           | 0          | 2                 | 0                 | 0                 | 0                 | 25       | 0      | 4           | 0          |
| P. Hosiner     | 15         | 1          | 2           | 0          | -                 | -                 | -                 | -                 | 15       | 1      | 2           | 0          |
| A. Modeste     | 34         | 15         | 4           | 0          | 2                 | 3                 | 1                 | 0                 | 36       | 18     | 5           | 0          |
| Y. Ōsako       | 25         | 1          | 2           | 0          | 2                 | 0                 | 0                 | 0                 | 27       | 1      | 2           | 0          |
| S. Zoller      | 24         | 6          | 4           | 0          | 2                 | 1                 | 0                 | 0                 | 26       | 7      | 4           | 0          |
| K. Nagasawa    | 1          | 0          | 0           | 0          | 1                 | 0                 | 0                 | 0                 | 2        | 0      | 0           | 0          |
| B. Finne       | 1          | 0          | 0           | 0          |                   |                   |                   |                   |          |        |             |            |